# Sarthe
Die Sarthe [saʁt] ist ein Fluss im westlichen Frankreich, der durch die Regionen Normandie und Pays de la Loire verläuft. 

## Flusslauf
Die Sarthe entspringt im Gemeindegebiet von Soligny-la-Trappe, im Bergland des Perche, verschwindet nach wenigen hundert Metern wieder im Untergrund und erblickt bei Saint-Aquilin-de-Corbion wieder das Tageslicht. Sie entwässert generell Richtung Südwest und bildet nach rund 314 Kilometern kurz vor Angers mit der Mayenne zusammen die Maine, die nach wenigen Kilometern in die Loire einmündet. Der Fluss und das nach ihm benannte Département sind Namensgeber für die Rennstrecke Circuit de la Sarthe, auf der das 24-Stunden-Rennen von Le Mans ausgetragen wird.

## Durchquerte Départements
- Département Orne
- Département Sarthe
- Département Maine-et-Loire
- einige Kilometer auch Grenzfluss zum Département Mayenne

## Orte am Fluss

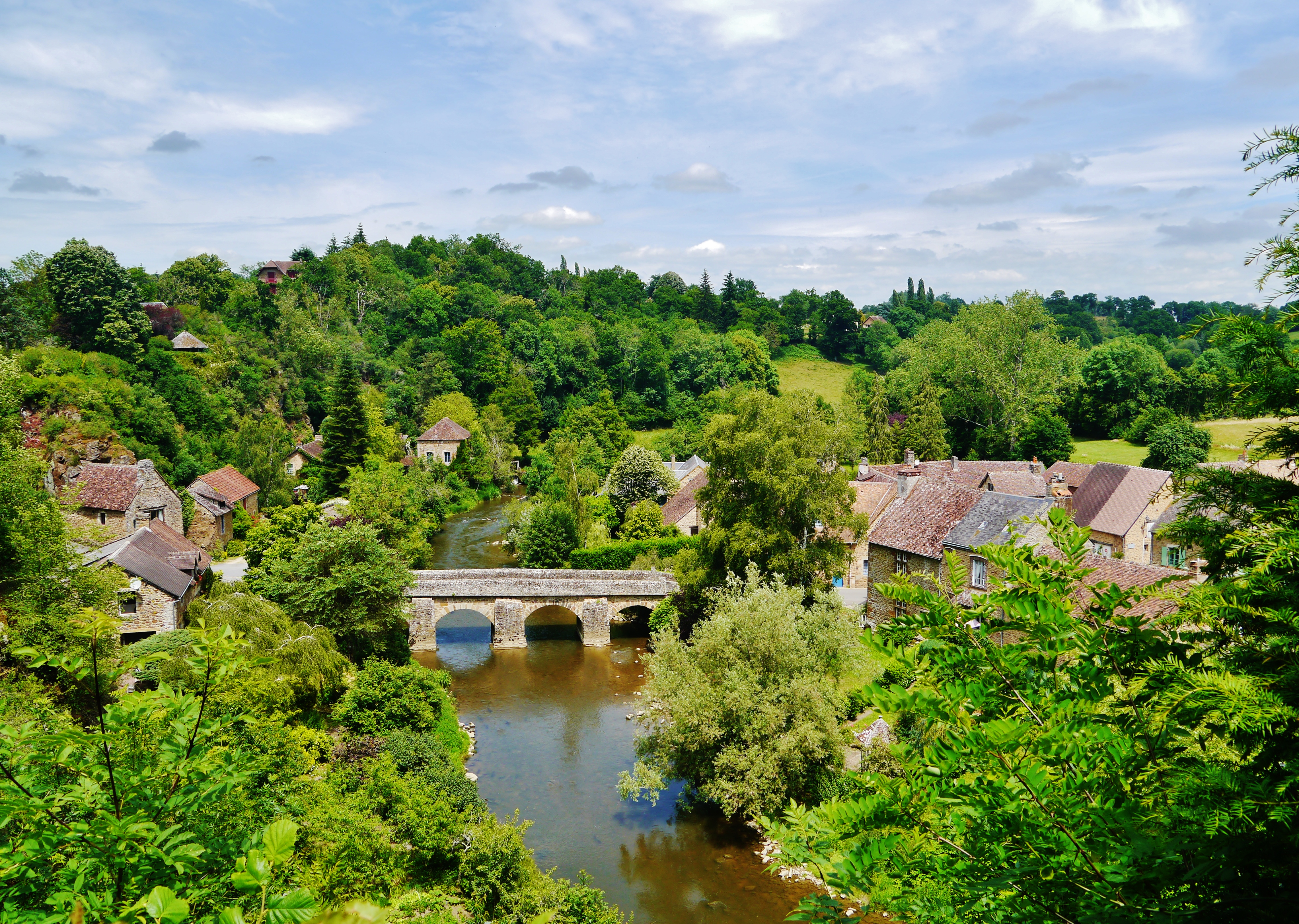
Die Sarthe in Saint-Céneri-le-Gérei

- Alençon
- Saint-Céneri-le-Gérei
- Fresnay-sur-Sarthe
- Le Mans
- La Suze-sur-Sarthe
- Sablé-sur-Sarthe
- Châteauneuf-sur-Sarthe

## Nebenflüsse
| Linke Nebenflüsse: - Hoëne 13 km - Bienne 31 km - Orthon 18 km - Orne Saosnoise 53 km - Huisne 165 km - Roule Crotte 16 km - Rhonne 25 km - Fessard 15 km - Vézanne 17 km - Voutonne 16 km - Loir 319 km | Rechte Nebenflüsse: - Tanche 18 km - Vézone 20 km - Briante 17 km - Sarthon 25 km - Merdereau 26 km - Vaudelle 30 km - Orthe 35 km - Longuève 23 km - Orne Champenoise 24 km - Gée 31 km - Vègre 85 km - Erve 71 km - Vaige 54 km - Taude 22 km - Baraize 18 km |

## Schifffahrt

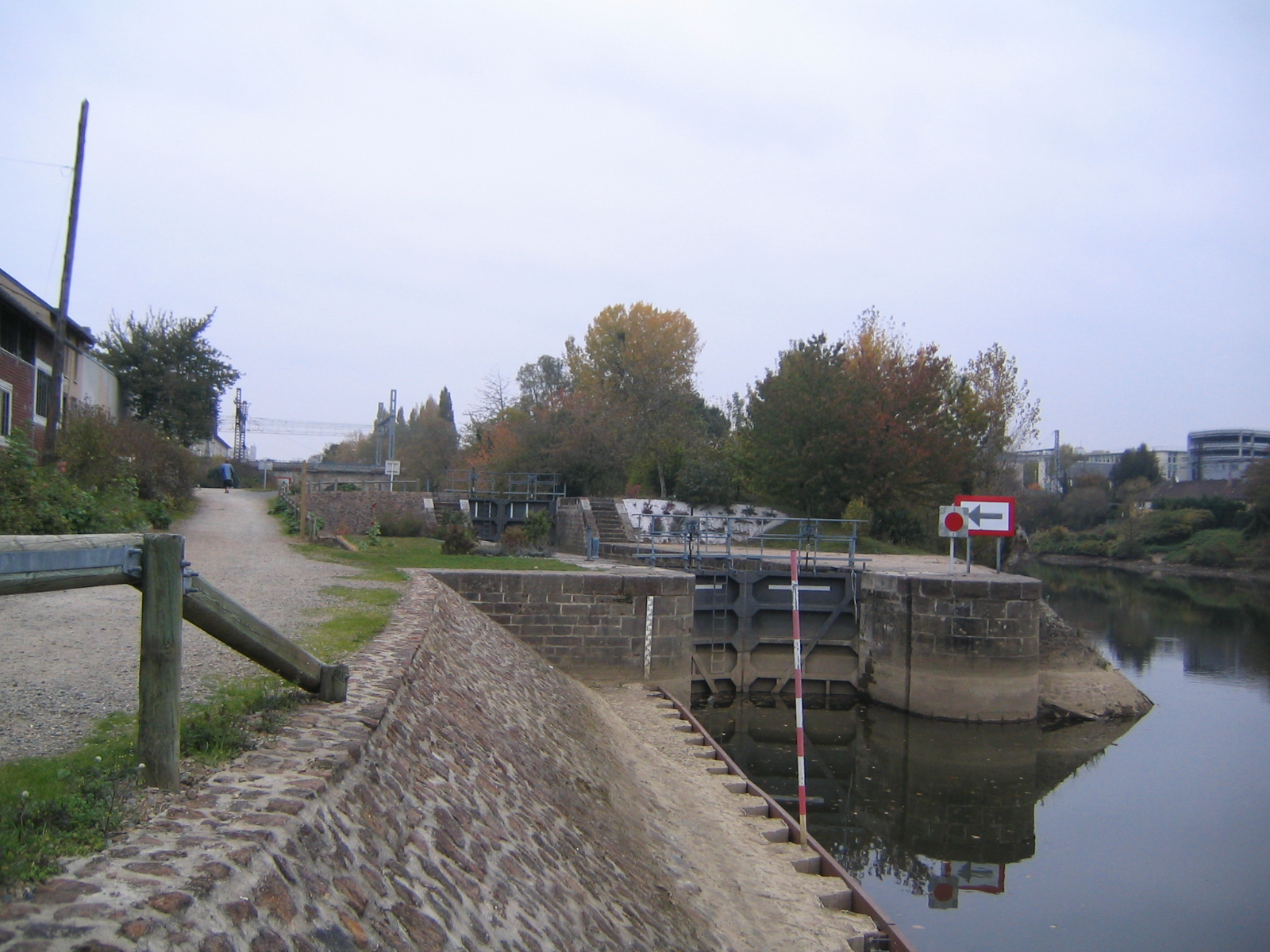
Schleuse Nr. 1 in Le Mans

Die Sarthe ist auf einer Länge von 136 km von der Mündung bis Le Mans schiffbar.
Die Stauwehre und mehr als 20 Schleusen wurden im 19. Jahrhundert angelegt und sind daher für den heutigen Warenverkehr nicht mehr brauchbar. Durch die Abmessungen der Schleusen ist die maximale Länge von Schiffen auf 30 m, die maximale Breite auf 5 m begrenzt. Der Tiefgang darf 1,50 m nicht überschreiten.
Transportiert wurden anfangs Sand als Baustoff, der aus dem Bett der Loire stammte, sowie Anthrazitkohle und Marmor, die beide in der Umgebung von Sablé-sur-Sarthe abgebaut wurden.
Zuerst die Eisenbahn (ab ca. 1860) und dann später der Straßenverkehr haben der Schifffahrt auf der Sarthe schon lange den Rang abgelaufen. Beliebt ist die Strecke allerdings immer noch für den Flusstourismus mit Sport- und Hausbooten.